# Olive Oyl
Olive Oyl est un personnage de fiction féminin créé en décembre 1919 par Elzie Crisler Segar dans le comic strip The Thimble Theatre. Fiancée de Ham Gravy dans les années 1920, elle devient ensuite celle de Popeye, un marin bourru apparu dans la série en janvier 1929. Olive apparaît dans de nombreux films d'animation aux côtés de Popeye à partir de 1933, ce qui contribue à sa popularité.

## Description

### Origine et nom du personnage
Olive Oyl est inspirée, dans son physique comme dans ses vêtements, de Dora Paskel, tenancière d'une épicerie à Chester, la ville d'origine de Segar. Son nom est un jeu de mots sur l'huile d'olive (« Olive oil » en anglais). Les autres membres de sa famille portent aussi des noms d'huile, comme son frère Castor Oyl, dont le nom reprend celui de l'huile de ricin.

### Olive Oyl dans les bandes dessinées

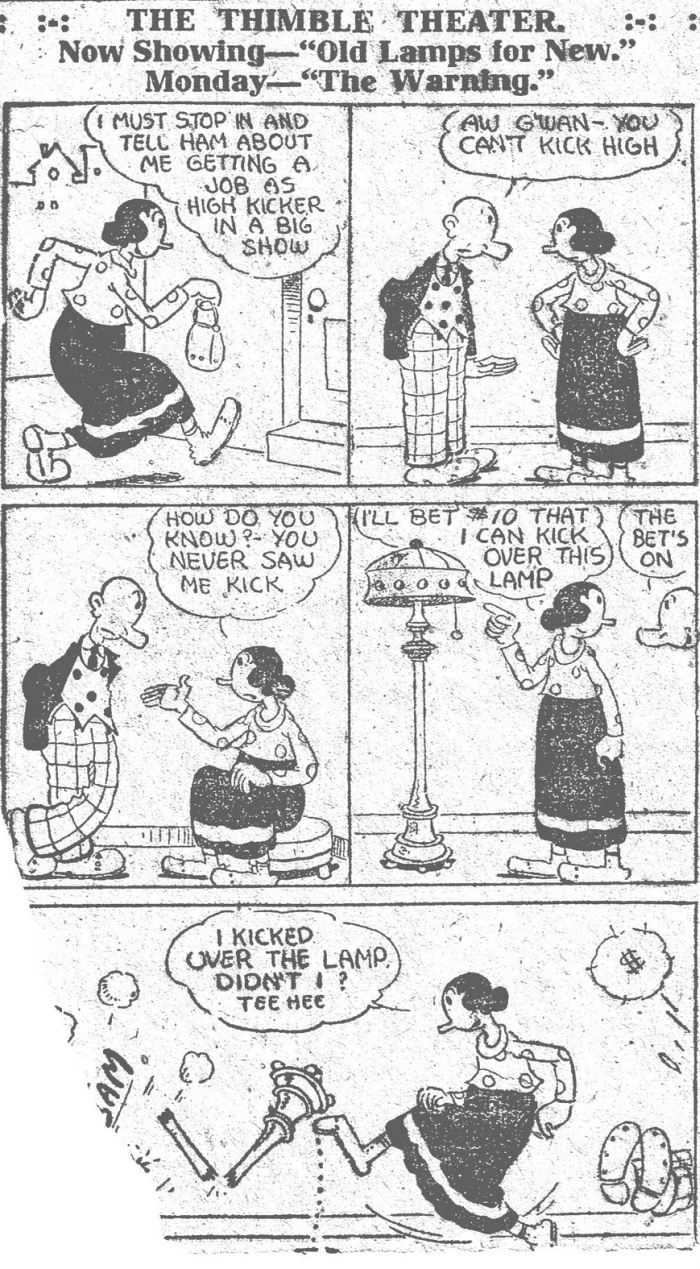
Olive Oyl dans la série The Thimble Theater. Planche « Old lamp for new » publiée dans Pittsburgh Press le 20 novembre 1920.

Olive Oyl est au départ le personnage principal du Thimble Theatre, associée à son fiancé Ham Gravy. Rapidement, c'est Castor Oyl, son frère, qui devient le personnage principal. Le 17 janvier 1929 le marin Popeye apparaît dans le strip. Rapidement, Olive et lui tombent amoureux, et ils s'embrassent pour la première fois dans la bande quotidienne du 27 août. Olive redevient alors plus présente, et elle est mêlée à la plupart des aventures de Popeye, qu'elle accompagne ou que sa disparition soit la raison de l'aventure.
Olive Oyl est une femme filiforme et assez laide (d'où son surnom de « planche à pain la plus célèbre de la bande dessinée »), plus grande que Popeye, souvent hargneuse et colérique, et non dénuée de force physique. Fleur bleue, elle, est assez volage, tout en revenant toujours à son fiancé. Si elle porte souvent des vêtements informes, des bottines montantes, c'est en mettant une robe courte qu'elle suscite la première déclaration d'amour de Popeye, dans la bande du 6 août 1929 : « Olive, you're te pretiest gal I ever saw. […] How about us bein' sweeties? » 

### Olive Oyl dans les dessins animés
Son rôle dans les films d'animation est plus important. En effet, ceux-ci reposent sur le trio Popeye-Olive-Brutus. Invariablement, au début de l'épisode, Popeye et Olive sont ensemble. Olive aperçoit Brutus. Elle quitte alors Popeye. Mais dès que Brutus se montre trop entreprenant (le plus souvent il réclame un baiser), Olive appelle Popeye à la rescousse. Celui-ci la délivre et repart avec elle.
Dans les films de la Paramount Pictures du début des années 1960, Olive ne se contente plus d'appeler à l'aide. Elle se montre plus agressive et réagit comme Popeye lorsqu'elle avale une boîte d'épinards. Dans les dessins animés de Hanna-Barbera, Olive forme un tandem avec Popeye qu'elle aide dans ses enquêtes. Elle exerce de nombreux métiers (pom-pom girl, cascadeuse, pilote de course, chauffeur de poids lourd, dirigeante de PME, danseuse...) et devient une femme moderne. En 1980, elle est même covedette avec Popeye dans The Popeye and Olive Comedy Show et vedette dans Private Olive Oyl. Dans Popeye, Olive et Mimosa, éphémère série animée de 1987, elle épouse Popeye et a un enfant, Popeye Junior.
Olive fut doublée dans les dessins animés par Mae Questel (qui doublait également Betty Boop) avec un court intermède où elle fut remplacée par Margie Hines lorsque les studios Fleischer déménagèrent à Miami. Dans les dessins animés de Hanna-Barbera, c'est Marilyn Schreffler qui double Olive.

## Postérité

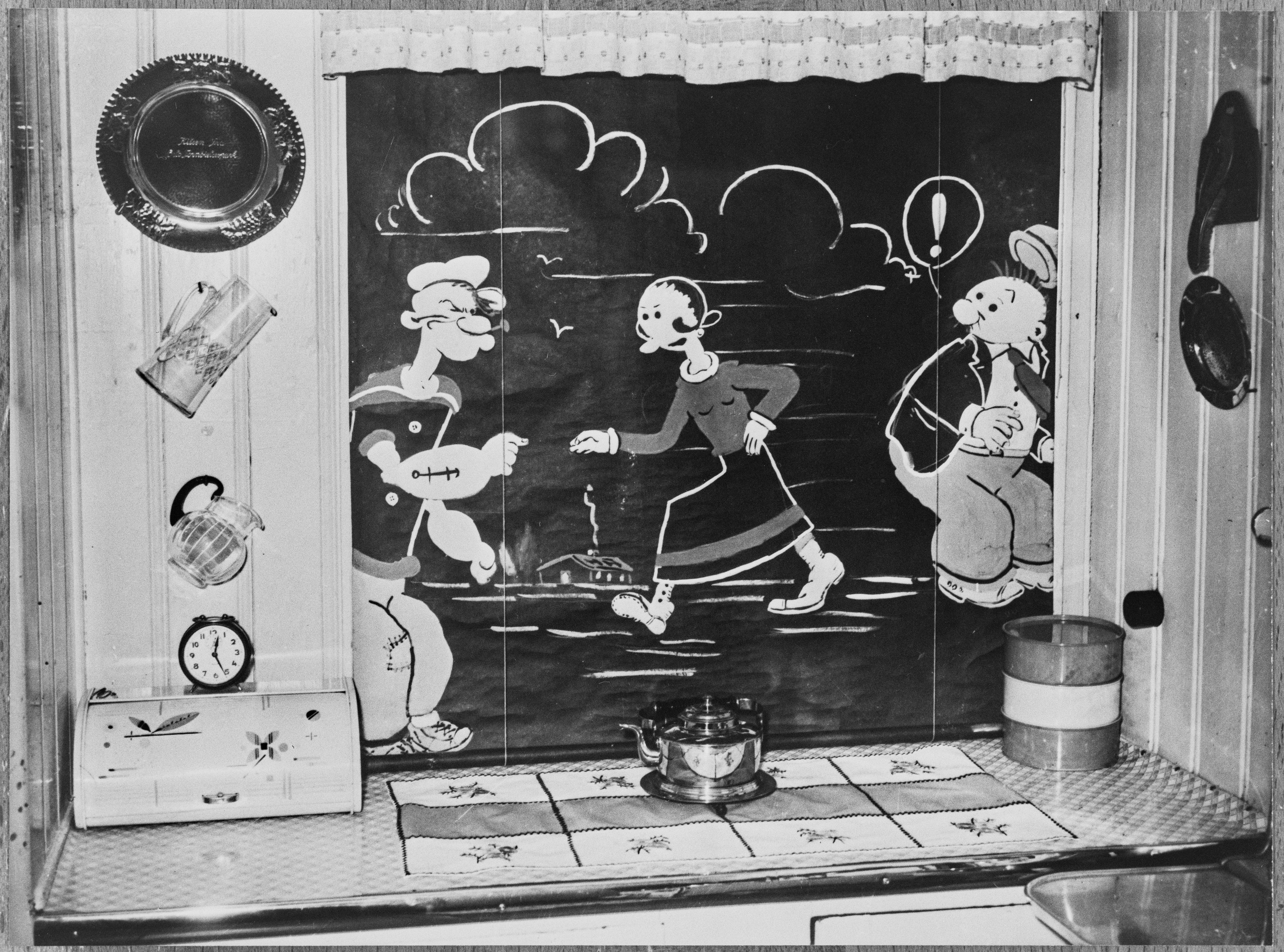
Intérieur avec un store noir décoré de Popeye, Olive Oyl et Gontran. Au cours de la Seconde Guerre mondiale, dans la Norvège occupée par les Nazis allemands, ce store était utilisé dans les black-out.

Olive est inséparable de Popeye et est aussi célèbre que le marin. Elle fait l'objet de nombreux produits dérivés. Ménagère exemplaire, elle fut utilisée pour des campagnes publicitaires pour des lessives. Grande et maigre, elle servit à une campagne pour lutter contre la malnutrition.
Dans la nouvelle de Woody Allen The Lunatic's Tale (1977), l'un des deux personnages se nomme Olive Chomsky, amalgame d'Olive Oyl et du linguiste Noam Chomsky.
Dans le jeu vidéo de simulation Princess Maker 2 de la série Princess Maker, le nom par défaut de l'héroïne est Olive Oyl.

## Incarnations
- Popeye (dessins animés, 1933-1957) : Bonnie Poe (1933), Mae Questel (1933-1938-1944-1957), Marge Hines (1938-1943, voix)
- Popeye the Sailor (série animée, 1960-1962) : Mae Questel (voix)
- Popeye Meets the Man Who Hated Laughter (téléfilm animé, 1972) : Corinne Orr (voix)
- The All-New Popeye Hour (série animée, 1978-1983) : Marilyn Schreffler (voix)
- Popeye de Robert Altman (film, 1980) : Shelley Duvall.
- Popeye, Olive et Mimosa (série animée, 1987) : Marilyn Schreffler (voix)
- Le Voyage de Popeye (téléfilm animé, 2004) : Tabitha St. Germain (voix)